# Đầu nhụy

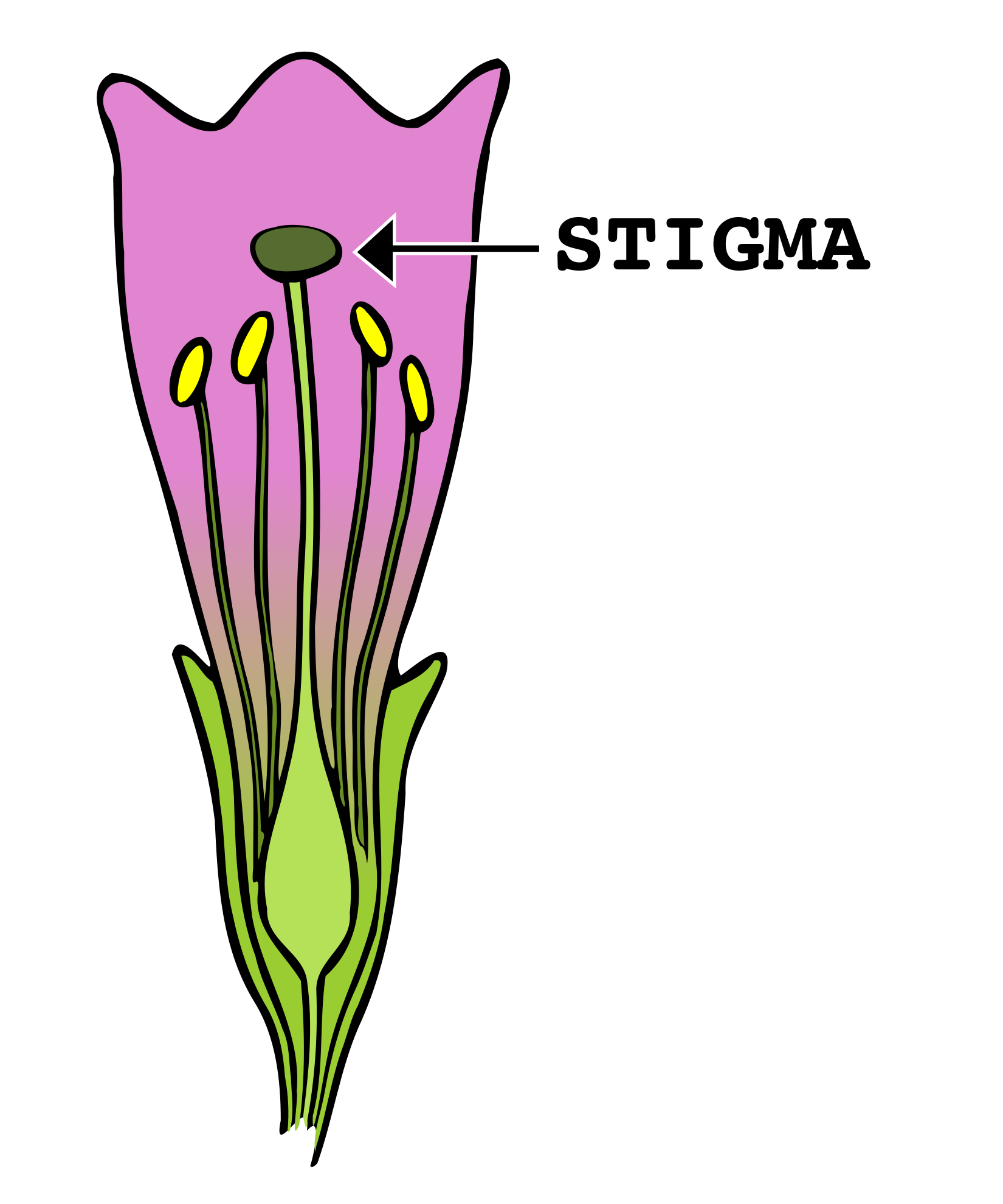
Mô hình đàu nhụy

Đầu nhụy, núm nhụy hay nuốm nhụy là phần đầu cảm thụ của một lá noãn, hoặc của một vài lá noãn hợp nhất lại, trong bộ nhụy của một bông hoa.

## Mô tả

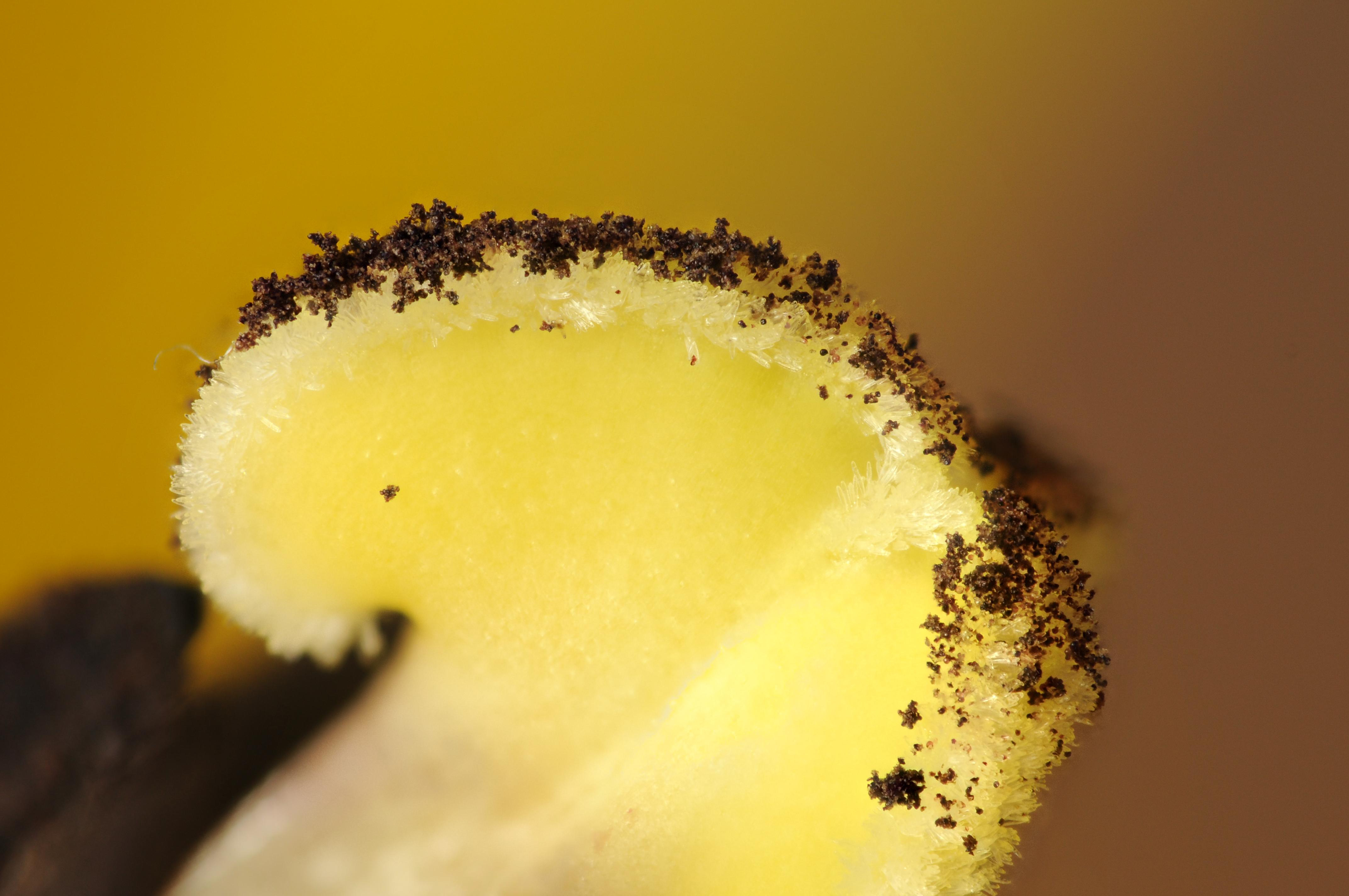
Đầu nhụy của một loài Tulipa, cùng với phấn hoa

Đầu nhụy, cùng với vòi nhụy và bầu nhụy, tạo nên nhụy hoa, và nó lại là một phần của bộ nhụy hay còn gọi là cơ quan sinh dục cái của thực vật. Đầu nhụy tạo thành phần ngoại biên của vòi nhụy hoặc "stylodium" (đầu nhụy kéo dài trông giống vòi nhụy). Đầu nhụy được tạo thành từ  nhú thuộc đầu nhụy, tế bào cảm thụ phấn hoa. Những bộ phận này có thể bị giới hạn ở đầu của vòi nhụy hoặc, đặc biệt là ở những loài thụ phấn nhờ gió, bao phủ một diện tích rộng.
Đầu nhụy tiếp nhận phấn hoa và nó cũng chính là nơi mà hạt phấn nảy mầm. Thường dính dính, đầu nhụy thích nghi theo nhiều cách để có thể bắt và giữ phấn hoa bằng nhiều lông, vạt, hoặc nếp nhăn. Phấn hoa có thể bị bắt giữ từ không khí (phấn hoa được gió mang đi, thụ phấn nhờ gió), từ côn trùng ghé thăm hoặc các loài động vật khác, hoặc trong một vài trường hợp hiếm hoi, từ nước ở xung quanh. Đầu nhụy có thể biến đổi từ dài và mảnh cho tới hình cầu cho tới mượt như lông.
Phấn hoa thường rất khô khi nó rời một bao phấn. Đầu nhụy cho thấy đã hỗ trợ trong việc làm ướt lại phấn hoa và trong việc kích thích ống phấn hoa nở ra. Đầu nhụy cũng đồng thời đảm bảo sự tham gia thích hợp của loại phấn hoa đúng. Đầu nhụy đóng một vai trò chủ động trong việc phân biệt phấn hoa và một số phản ứng không tự hợp, hiện tượng giúp từ chối phấn hoa tới từ chính cây đó hoặc những cây tương tự về mặt di truyền, liên quan tới tương tác giữa đầu nhụy và bề mặt của hạt phấn hoa.

## Hình dạng
Đầu nhụy thường bị chia thành các thùy, và có thể trông giống với đầu một cái đinh, hoặc có hình tròn. Hình dạng của đầu nhụy có thể biến đổi đáng kể:

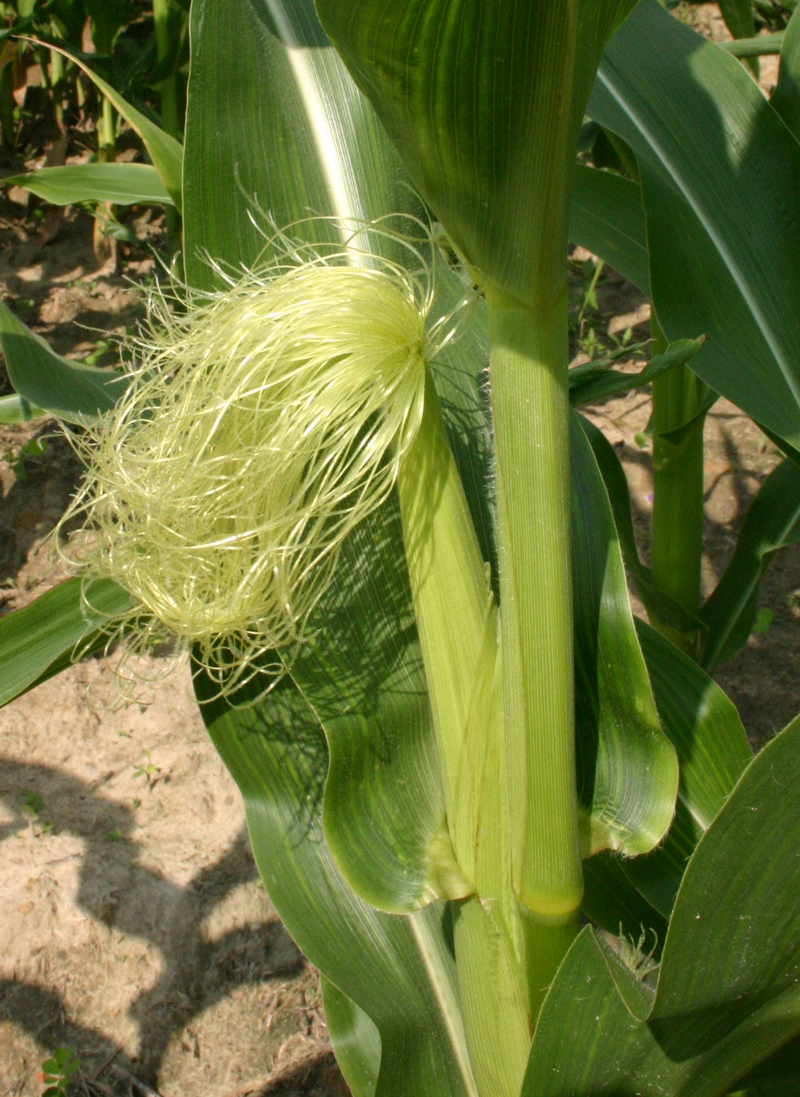
Đầu nhụy của ngô

## Vòi nhụy

### Cấu trúc
Vòi nhụy là một cấu trúc kéo dài hướng lên trên của bầu nhụy, nối nó với một núm nhụy thuộc đầu nhụy. Một số loài thực vật có thể không có bộ phận này. Vòi nhụy thì thường có cấu trúc dạng ống—có thể dài hoặc ngắn. Vòi nhụy có thể mở (chứa ít hoặc không chứa tế bào nào ở phần trung tâm) với một ống trung tâm chứa đầy dịch nhầy. Tương tự như thế, vòi nhụy có thể đóng (chứa dày đặc tế bào từ đầu đến cuối). Hầu hết thực vật một lá mầm có quả tụ và một số thực vật hai lá mầm thật sự có vòi nhụy mở, trong khi đó nhiều thực vật một lá mầm có quả tụ và cỏ có vòi nhụy (đặc) đóng chứa mô truyền phát bài tiết chuyên dụng, kết nối đầu nhụy với trung tâm của bầu nhụy. Bộ phận này hình thành nên một con đường giàu dinh dưỡng cho sự phát triển của ống phấn hoa.

### Dính vào bầu nhụy
Có thể ở trên đỉnh, gần đỉnh, ở bên cạnh, ở đế bầu, hoặc ở gần đế bầu. Vị trí vòi nhụy ở trên đỉnh có thể hiểu là nó dính vào đỉnh của bầu nhụy và là vị trí thông thường nhất. Ở vị trí gần đỉnh, vòi nhụy phát sinh từ bên cạnh ở bên dưới đỉnh một chút. Vòi nhụy ở bên cạnh phát sinh từ bên cạnh bầu, hình thức này tồn tại ở các loài thuộc họ Rosaceae. Vòi nhụy ở đế bầu phát sinh từ đế của bầu nhụy, hoặc giữa các thùy của bầu nhụy và là đặc trưng của các loài thuộc họ Boraginaceae. Vòi nhụy ở gần đế bầu là đặc trưng của các loài thuộc chi Allium.